# Vågig praktmossa
Vågig praktmossa (Plagiomnium undulatum) är en mossa. Det är Södermanlands landskapsmossa